# Siphona phantasma
Siphona phantasma är en tvåvingeart som först beskrevs av Louis-Paul Mesnil 1952.  Siphona phantasma ingår i släktet Siphona och familjen parasitflugor.
Artens utbredningsområde är Rwanda. Inga underarter finns listade i Catalogue of Life.